# Буревестник (Marvel Comics)
Буревестник (англ. Thunderbird; настоящее имя — Джон Праудстар (англ. John Proudstar)) — вымышленный персонаж из комиксов, издаваемых Marvel Comics, член Людей Икс, старший брат Варпатча.

## История публикаций
Буревестник был создан писателем Леном Уэйном и художником Дэйвом Кокрумом и впервые появился в качестве члена нового состава Людей Икс в первом выпуске Giant-Size X-Men #1 (май 1975). Погиб в Uncanny X-Men # 95 (октябрь 1975), после чего в той, или иной форме продолжал периодически появляться, в том числе является одним из ключевых персонажей в Exiles (2001-2008) и Chaos War: X-Men (февраль-март 2011).

## Вымышленная биография
Джон Праудстар родился в племени апачей, в резервации Камп-Верде, штате Аризона. Будучи подростком, Джон обнаружил у себя способности мутанта, заключающие в сверхчеловеческих чувствах, силе, скорости, выносливости и прочности. Он был призван в Корпус морской пехоты США во время вьетнамской войны и получил звание капрала. После войны он вернулся к своему племени.
Затем Джон был завербован профессором Чарльзом Ксавье чтобы присоединиться к его третьей группе Людей Икс. Хотя Праудстар изначально не хотел к нему присоединиться, он всё же согласился и взял себе кодовое имя Буревестник. Он помогал другим Людям Икс в спасении оригинального состава команды от острова-мутанта Кракоа
.
После успешного завершения своей первой миссии, Буревестник оказался настолько сложным и невоспитанным, что он постоянно нарушал порядок в команде. Он часто ссорился с Циклопом, назначенным лидером Людей Икс.
Вторая миссия новой команды проходила на базе Валгалла, в штате Колорадо, где они боролись с суперзлодеем графом Нефария. Люди Икс сражались с Ани-мэнами, в ходе битвы Праудстар вскочил на самолёт, который вёз графа Нефария. Несмотря на настояние Банши, Буревестник отказался покинуть самолёт, заявив, что он показал, что был истинным воином апачей. Самолёт взорвался, убив Буревестника.
После его смерти его младший брат Джеймс вступил в состав Людей Икс, взяв имя Варпатч.
Во время Войны Хаоса Буревестник вместе с другими умершими Людьми Икс возвращается к жизни. Он приводит возродившихся Людей Икс на поиски дневника, написанного Судьбой, который может иметь ключевое значение для победы над Амацу-Микабоши После поражения Короля Хаоса, реальность восстанавливается, и Буревестник возвращается в загробный мир.

## Силы и способности
Буревестник является мутантом, обладающим сверхчеловеческой силой (поднимает до 25 тонн), скоростью (он достаточно быстр, чтобы опередить бизона), выносливостью и прочностью в связи с его плотной мускулатурой, его чувства также расширены, что позволяет ему быть очень умелым следопытом.
Джон Праудстар также получил военную подготовку и владеет техникой рукопашного боя.

## Альтернативные версии

### Изгнанники
В альтернативной реальности Джон Праудстар является одним из первых членов Изгнанников (англ. Exiles), группы сверхлюдей, которой поручено исправление повреждённых реальностей. Этот Буревестник был захвачен Апокалипсисом во время своего пребывания с Людьми Икс и был невольно превращён в Войну, одного из Четырёх всадников Апокалипсиса. Он служит ударной силой группы. В одной истории он встречает другую альтернативную версию себя, который стал шаманом в Отряде Альфа, эта история в значительной степени сосредоточена на его внутренних конфликтах.
За время работы в Изгнанниках он развивает романтические отношения с коллегой по команде альтернативной дочерью Ночного Змея Ноктюрн.

### Дом М
В реальности Дом М Джон Праудстар выглядит как полицейский детектив из Нью-Йоркского департамента и является лидером ударного отряда, известного как Братство. Джон в конце концов заключил сделку с Уилсоном Фиском, чтобы войти в банду Люка Кейджа и положить конец его преступной деятельности. Усилия Буревестника привели к тому, что Мстители Кейджа пошли на борьбу с Братством, чьё поражение побудило Магнето распустить Братство.

### Что если?
Буревестник появлялся в нескольких выпусках Что если?:
- В Что, если Люди Икс умерли на первой миссии? Буревестник был одним из первоначального состава команды, который умер, когда Кракоа был поднят в космос[19].
- В Что, если Профессор Икс стал Джаггернаутом? Буревестник является частью Людей Икс Джаггернаута[20].
- В Что, если различные Люди Икс никогда не существовали? Буревестник так и не был завербован Профессором Икс и был связан с Красным Эриком. Он был быстро заморожен Ледяным Человеком[21].

## Появление вне комиксов

### Телевидение
- Буревестник появился как член Людей Икс в мультсериале «Человек-паук и его удивительные друзья», где был озвучен Джоном Стефенсоном. Здесь он обладал способностью превращаться в различных северо-американских животных[22][23].
- Буревестник появился в мультсериале «Люди Икс» 1992 года. Там он был показан, как один из пленников-мутантов на острове Геноша. В заставке мультсериала он вместе с членами Братства злых мутантов бежит навстречу команде Людей Икс[24].
- В мультсериале «Росомаха и Люди Икс» Буревестник появился в одном эпизоде, происходившим в будущем. Он, убегая от Стражей, случайно толкает Мэрроу[25].
- В сериале «Одарённые» роль Буревестника исполнил Блэр Редфорд.

## Критика
В сентябре 2001 года выпуск Uncanny X-Men # 95 «Смерть Буревестника» был поставлен на 32 место в списке 100 лучших выпусков Marvel Comics
.